# Gullbergsvass

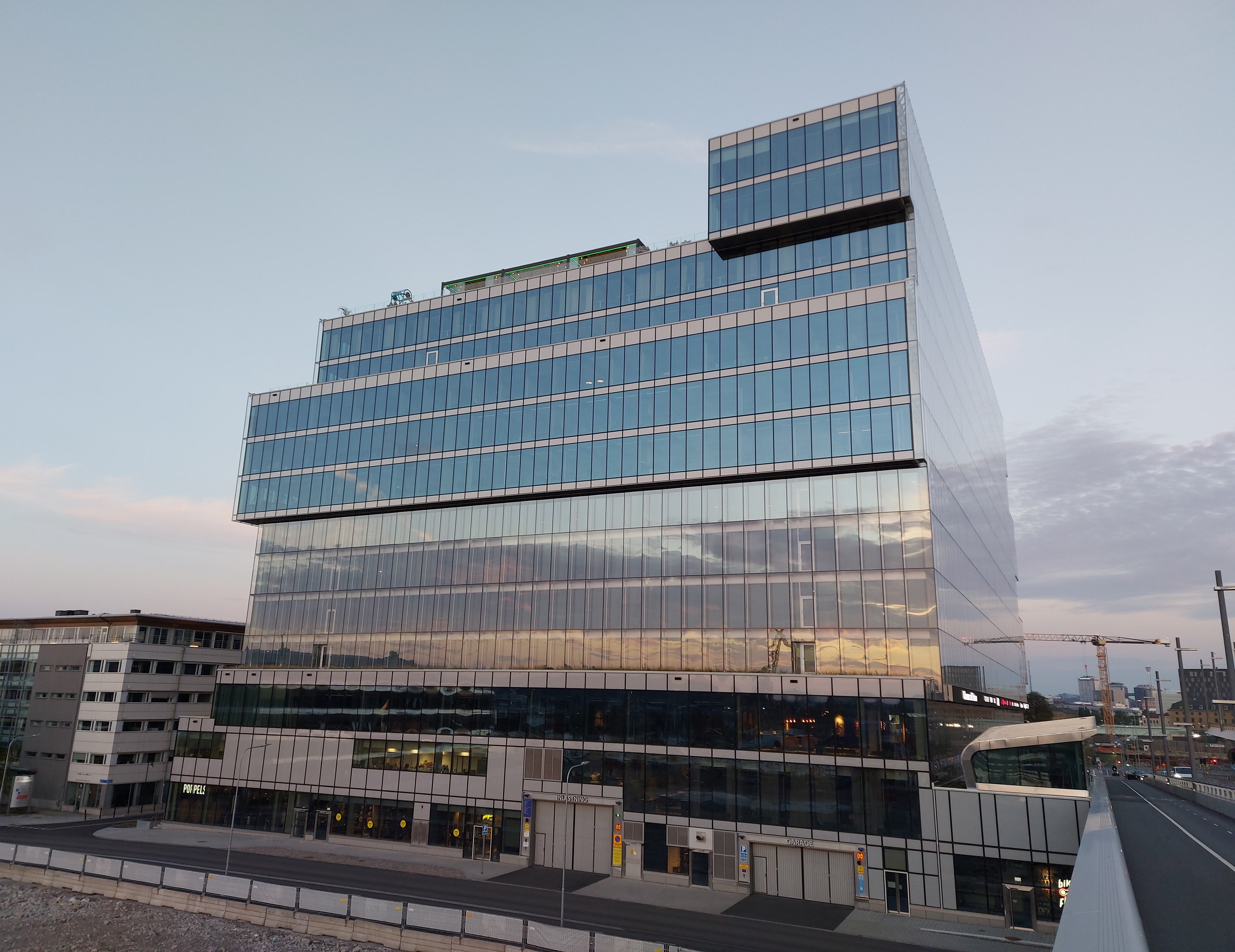
Platinan som innehåller bl.a. Scandic Göteborg Central, Cowi, EA Digital Illusion, Knowit samt KPMG.

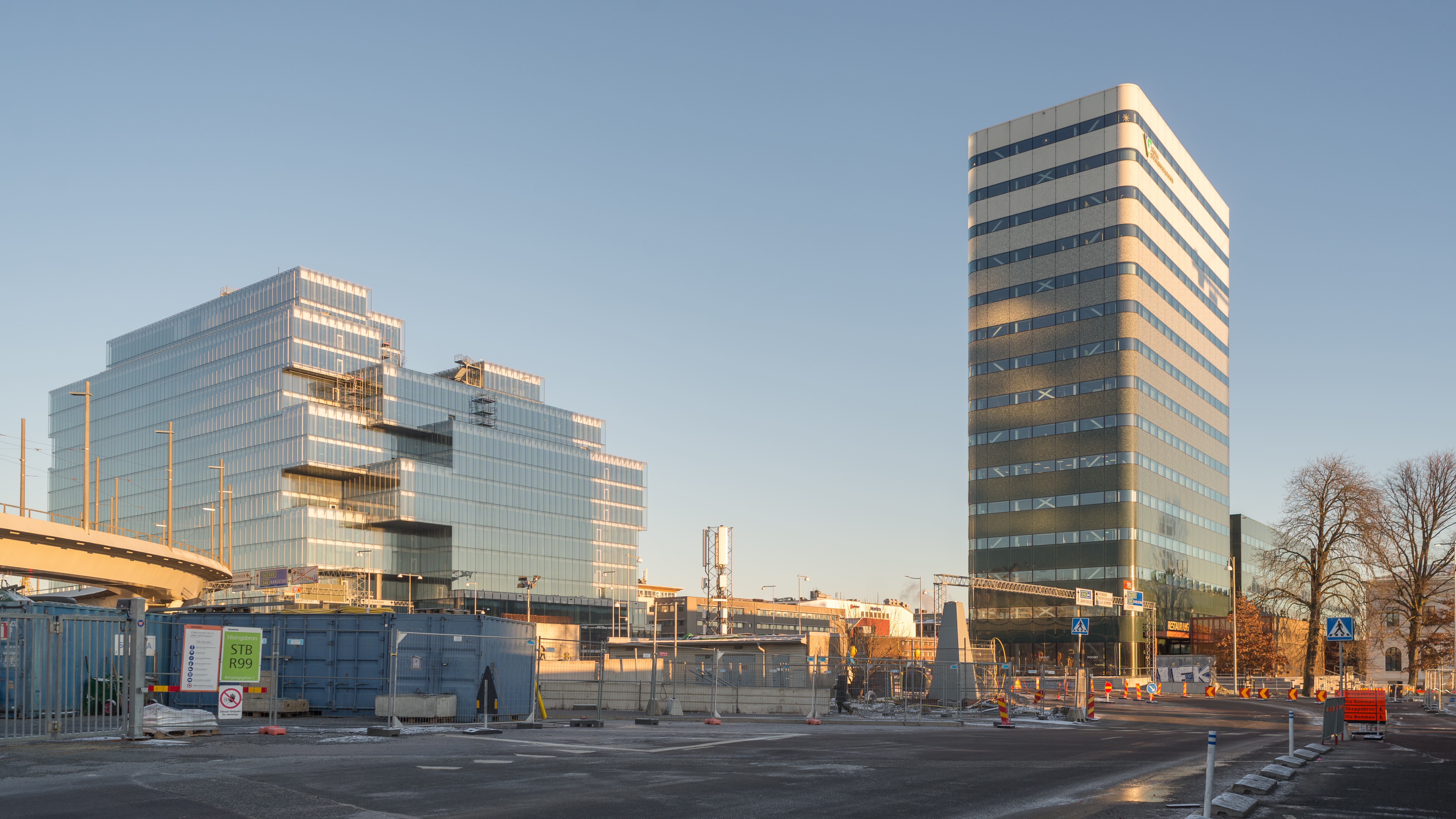
Platinan till vänster och Regionens hus till höger är nytillkomna tydliga inslag i Gullbergsvass

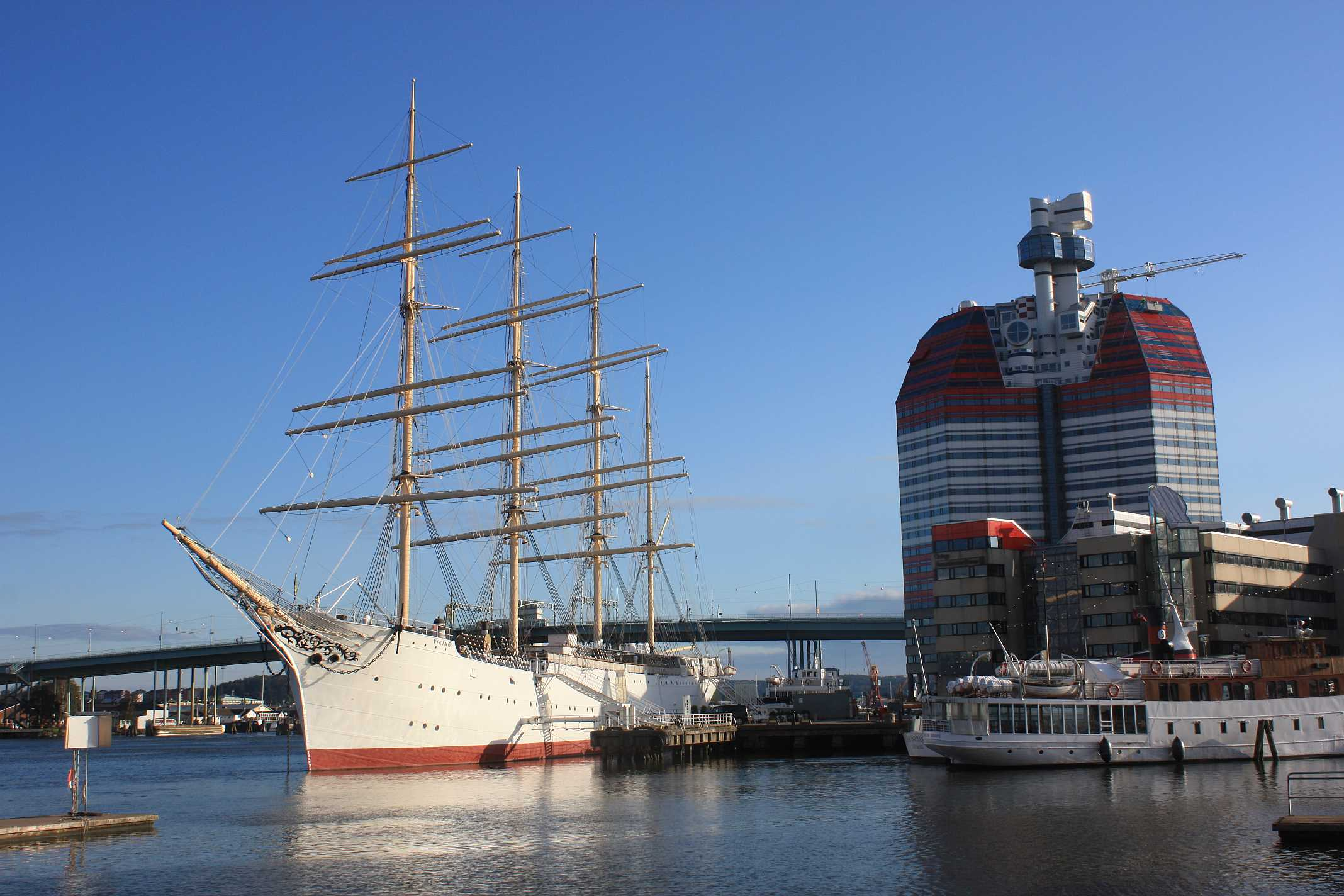
I södra Gullbergsvass ligger huset Läppstiftet där fartyget Barken Viking ligger längs med Gullbergskaj permanent.

Gullbergskajen 1928

Gullbergsvass är en stadsdel i centrala Göteborg. Järnvägar, trafikleder, godshantering och postterminal är centrala inslag även om stadsdelen allt mer bebyggs. Under 2020-talet är Gullbergsvass i stor utsträckning en byggarbetsplats på grund av nybyggnationer så som Hisingsbron, Västlänken samt överdäckning av E45.

## Beskrivning
Området har fått sitt namn av Gullberget där Skansen Lejonet ligger, men har också kallats Fattigförsörjningsvassen. Stadsdelen har en areal på 156 hektar.
Mellan Göta älv och Mårten Krakowgatan ligger Hultmans holme med kontor, bland annat byggnaden Pagoden med Havs- och vattenmyndigheten, och verksamheter samt Swedish Match snusfabrik. Av det gamla gasverket vid Gullbergskajen återstod bara Gasklockan fram till 2017. Kajen benämns också Drömmarnas kaj och där ligger en mängd äldre fartyg under renovering. Längs kajen finns även fartyget Barken Viking som idag är ett flytande hotell.

## Platinan
Platinan är ett nytt 72 meter högt kontors-, hotell och eventhus med 18 våningar och ca 60 000 m2 yta.

## Byggnadsminnen
Stadsdelen Gullbergsvass har ett statligt byggnadsminne och tre byggnadsminnen:
- Bergslagsbanans stationshus
- Gamla begravningsplatsen vid Svingeln
- Centralstationen
- Skansen Lejonet (SBM)

### Byggnadskvarter
- 1 kv. Guldet
- 2 kv. Silvret[5] (utgått)
- 3 kv. Platinan
- 4 kv. Kopparen
- 5 kv. Tennet
- 6 kv. Bronsen
- 7 kv. Järnet
- 8 kv. Stålet[5]
- 9 kv. Blyet[5] (utgått)
- 10 kv. Zinken
- 11 kv. Nickeln
- 12 kv. Kvicksilvret[5] (utgått)
- 13 kv. Bangården
- 15 kv. Uranet
- 16 kv. Kromet
- 17 kv. Centralstationen
- 19 kv. Bromen

## Historia

### Torrläggningen
Fram till 1840-talet låg här en av Göteborgs stora stadsvassar, en långsträckt grund vik med vass som sträckte sig ända från Gullbergsåns mynning och fram till nuvarande Hultmans holme. En vik i vassen gick ända in till Gullbergsklippan. Totalt omfattades 275 tunnland, där cirka 200 stod under vatten. Kring år 1841 beslöt Kongl. Direktionen för Göteborgs Hamn och Elfarbeten att vassen skulle torrläggas. Under några få år inpålades området, en sträcka på 2 400 meter, och när segelrännan skulle muddras till 15 fots djup tjänade muddermassorna som utfyllnad. Ansvarig för torrläggningen blev chalmersprofessorn Edvard von Schoultz, som hämtat teknik och utrustning från Holland. En 25-hästkrafters ångmaskin tömde därefter vassen på bara tre veckor. Kostnaden för arbetena uppgick till 6 666 riksdaler.

### Vattenkällan
År 1845 upptäcktes en "saltbrunn", en hälsokälla på den då sanka marken mellan staden och Gullbergs skans. "Källan låg invid nordvästra hörnet av det då nya pumpverkets maskinistbostad. Ungefär 10 meter därifrån låg den i ett brett dike, där en trappa ledde ned till en brygga av plank. I ytterkanten av denna brygga stack det upp tre rör, varur klart salt vatten rann." Åren 1889-1890 utförde Göteborgs vattenverk djupborrningar i området, och en privatperson intresserade sig då för möjligheten att utnyttja vattnet till en badinrättning, som skulle placeras mittemot Stora Teatern, i nuvarande Bältesspännarparken alternativt på Heden. Det visade sig dock att vattenmängden inte var tillräcklig, varför projektet lades ned. Ända fram på 1910-talet hämtade man vatten från källan, som värmdes upp till badvatten. I samband med påfyllning av marken på 1920-talet fylldes källan igen.

### Perioden 1960–1990
Gullbergskajen är en av de äldsta stensatta kajerna i Göteborg. Dess användning som styckegodskaj upphörde på 50-talet. Den blev på 1960-talet något av en sista förtöjningsplats innan fartyg gick till upphuggning på Hisingssidan, såldes eller i några fall seglade till Västindien. Göteborgs hamnstyrelse beslutade 1970 att höja kajhyran med flera hundra procent. Ett antal fartygsägare bildade då Fartygsföreningen Gullbergskajen och tecknade ett avtal där hamnen upplät kajplatser till föreningen för förtöjning av fartyg som inte användes i kommersiell sjöfart. Denna strecka av kajen kallas i folkmun för Drömmarnas kaj och har varit en plats för kulturbåtar sedan dess.
Under perioden 1970–1990 revs byggnaderna mellan Gullbergskajen och Mårten Krakowsgatan och ersattes med nya kontorshus.

### Stadsomvandling
Under 2020-talet planeras stora förändringar ske. Västlänkens underjordiska järnvägsstation ska byggas vid Nils Ericssonterminalen. Mellan den och E45 ska stora mängder nya moderna byggnader byggas. Godsterminalen ska rivas. E45 ska sänkas ned och täckas över fram till nära E6, för att skapa en trivsam stadsmiljö. Götaälvbron har ersatts av Hisingsbron, en lägre bro alldeles norr om Götaälvbron. Konflikter kring denna gentrifieringsprocess har uppstått bland annat vid Gasverkskajen. 